# Octopodoidea
Octopodoidea (лат.) — надсемейство восьмируких головоногих моллюсков из отряда осьминоги, включающее в себя большинство известных видов осьминогов.

## Классификация
На январь 2024 года в надсемейство включают следующие семейства:
- Amphitretidae Hoyle, 1886
- Bathypolypodidae Robson, 1929
- Eledonidae Rochebrune, 1884
- Enteroctopodidae Strugnell et al., 2014
- Megaleledonidae Taki, 1961
- Octopodidae d'Orbigny, 1840